# Montesa (motocicleta)
|  | Aquest article tracta sobre la històrica empresa catalana. Si cerqueu informació sobre la filial d'Honda, vegeu «Montesa Honda». |

Montesa fou una empresa catalana dedicada a la producció de motocicletes que tingué activitat entre 1944 i 1986. Fundada pels empresaris barcelonins Pere Permanyer i Francesc Xavier Bultó, la fàbrica anà variant d'emplaçament dins la capital catalana fins que el 1962 es traslladà a Esplugues de Llobregat. El 1983, l'empresa feu fallida i caigué sota el control de la multinacional japonesa Honda, qui l'acabà absorbint definitivament l'u de juliol de 1986.
Actualment el nom de l'empresa sobreviu en el de la filial catalana d'Honda, amb raó social Montesa Honda, S.A. i seu a Santa Perpètua de Mogoda, al Vallès Occidental. Aquesta empresa fabrica ara com ara un únic model de motocicleta de trial, comercialitzat amb la denominació històrica de Montesa Cota.

## Història

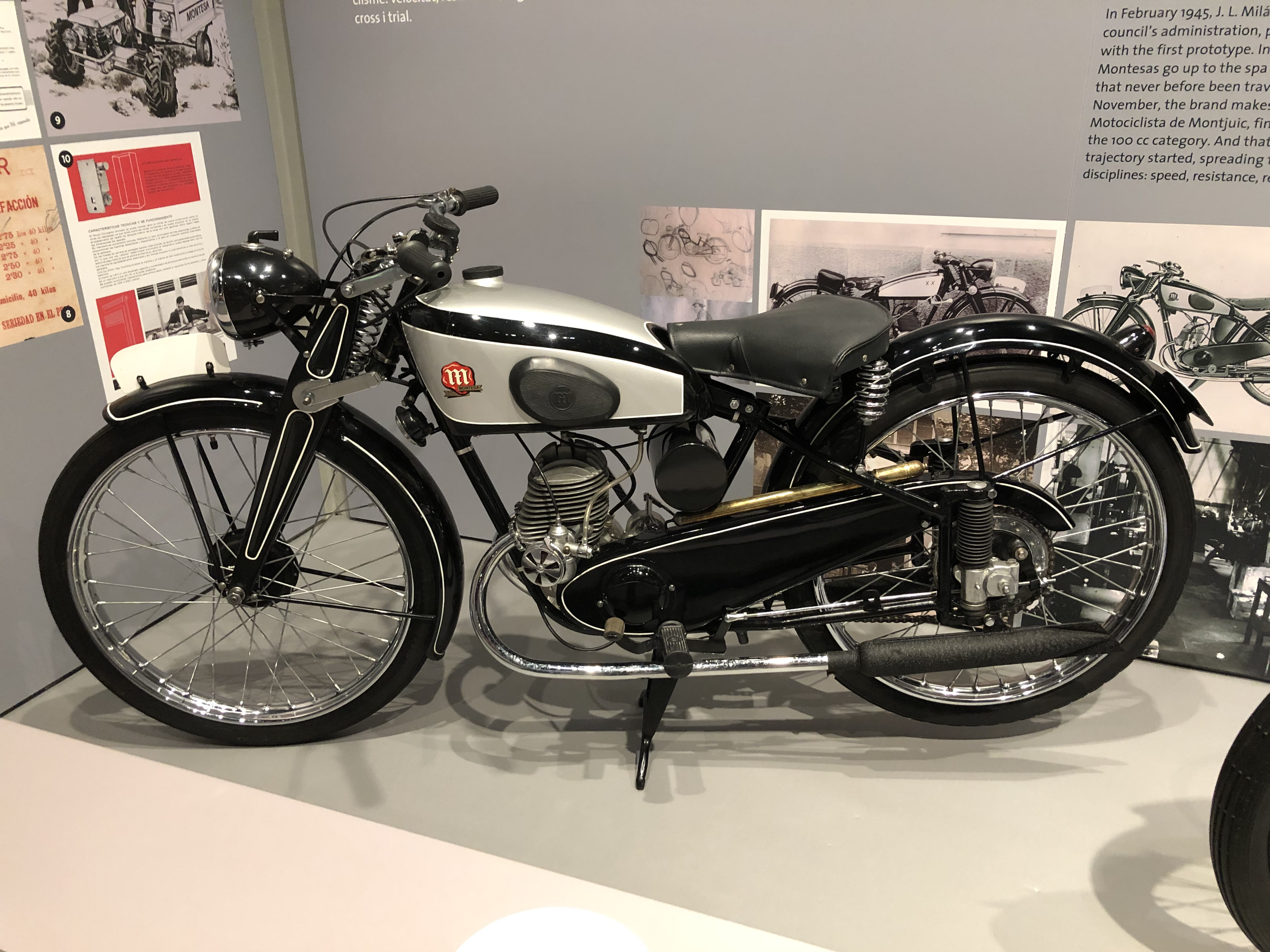
Montesa A-45, el primer model fabricat per l'empresa (1945)

Montesa va ser fundada el 1944 a Barcelona per Pere Permanyer i Francesc Xavier (Paco) Bultó, tot i que no fou fins al 3 de febrer de 1947 quan es constituí la societat definitiva, amb raó social Permanyer, S.A. de Industrias Mecánicas (força anys més tard, a mitjan dècada de 1970, la societat canvià la raó social per Motocicletas Montesa, S.A.). La família Permanyer hi aportava el 76,3% del capital i la família Bultó, el 23,7%. Permanyer tenia experiència empresarial al ram de l'automoció amb gasogen, i un cop aquest sector va començar a afluixar va decidir provar sort en la producció de motocicletes amb motor de dos temps de benzina, un nou mercat emergent en aquells anys. El seu primer prototipus es basava en els models de la marca francesa Motobécane.
Permanyer i Bultó van crear un motor molt lleuger i van idear un velomotor de 95cc sense suspensió al darrere. Malgrat alguns imprevistos, en van vendre 22 unitats el primer any. L'any següent, l'empresa, des del seu local de 100 m² del carrer Còrsega de Barcelona, es va centrar a millorar la producció i satisfer la demanda creixent del seu velomotor.
En aquells anys d'autarquia costava molt d'aconseguir materials i components de qualitat, ja que a l'aïllada Espanya d'aleshores no se'n produïen i calia importar-los. Atès que, per a fer-ho, es necessitaven divises i l'única manera d'aconseguir-ne era per mitjà de l'exportació, Montesa va trobar la solució a aquest problema tot dedicant-se a exportar taronges que, prèviament, comprava en grans quantitats a llauradors valencians. S'ha dit que, gràcies a aquest sistema, l'empresa va poder importar una bona quantitat de caixes de canvi i engranatges procedents del Regne Unit.

### El nom de l'empresa i el logotip
Entre el 12 de febrer de 1945, data en què s'acabà el primer prototipus, i el 17 de juny, en què aquest es presentà oficialment a la Fira de Mostres de Barcelona, Permanyer i Bultó s'hagueren d'inventar un nom per a la nova marca. Els que més valoraven eren Pigador i Gacela, noms que no acabaven de fer el pes a Permanyer. Aquest, un cop fets els anagrames i tot, llegint un llibre de cavalleries descobrí el nom de l'Orde de Montesa i se li acudí de cop: la nova moto seria el cavall dels genets del segle xx. També s'ha dit que la troballa fou de Bultó, però si més no aquest n'ideà el logotip, tot donant forma gòtica a la "M" i afegint-li al voltant una corona, com si fos lacre estampat per un segell, tot inspirant-se en l'anagrama dels antics Chrysler.
Força anys més tard, cap a mitjan dècada de 1960, es creà un lema que ha quedat per a sempre més associat a la marca: Viva Montesa. L'autor en fou Kim Kimball, importador de Montesa als EUA, qui s'inspirà en l'històric «Viva Zapata» per a crear un eslògan comercial. Al moment del seu llançament, aquest eslògan fou una de les campanyes publicitàries més impactants dins el món del motor.

### La crisi de la dècada del 1950

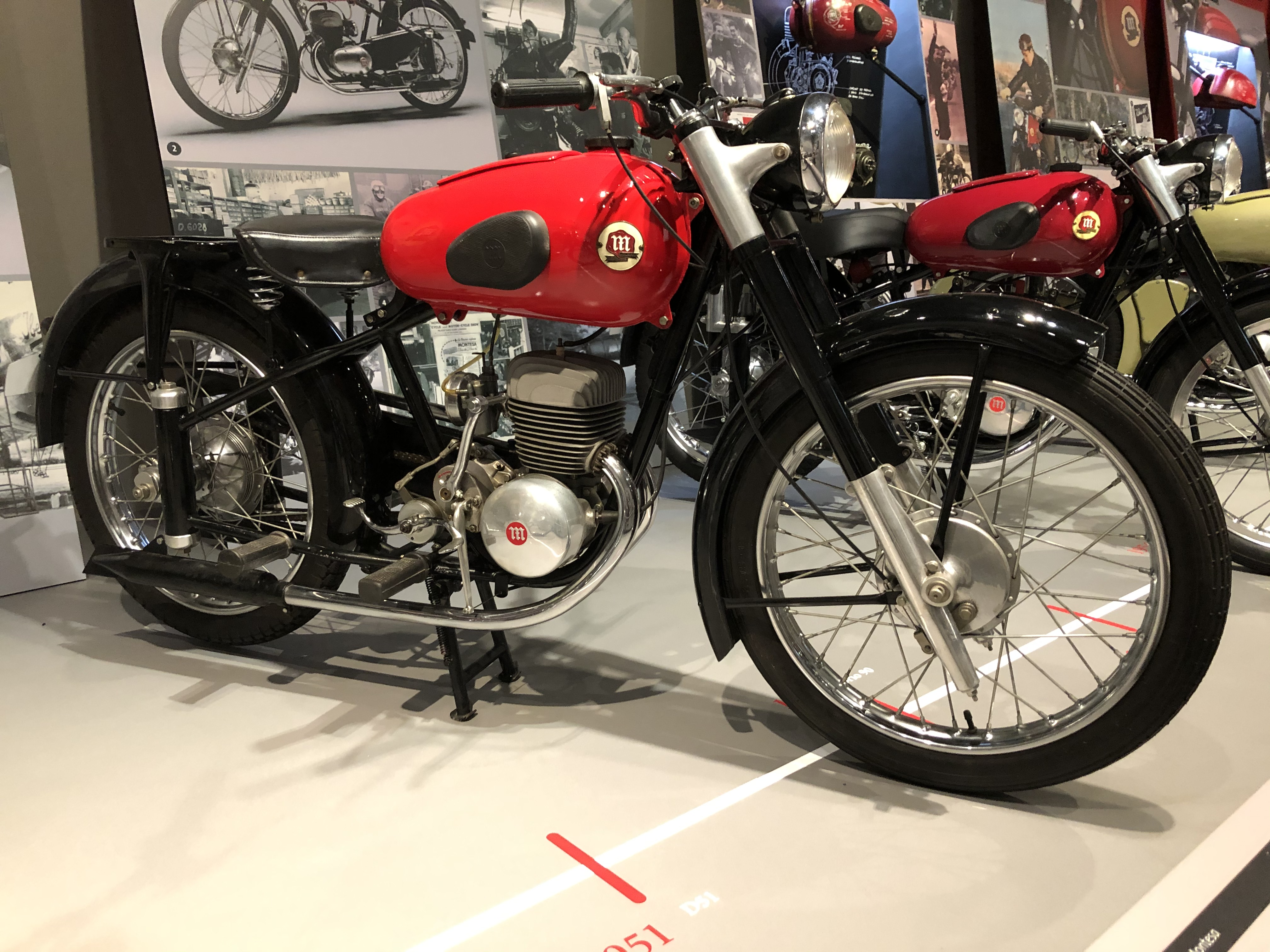
Montesa Brio 80 de 1955

El 1950, l'èxit comercial del segon model de la marca, la B-46/49, obligà l'empresa a traslladar-se a una nova fàbrica de 1.500 m² al carrer Pamplona, al Poblenou (trasllat que es completà el 19 de juny d'aquell any). Com a successora d'aquest model, Bultó va dissenyar una nova moto de carretera de 125cc que fou provada en moltes curses de velocitat i resistència i que, adaptada a un ús utilitari, es comercialitzà el 1951 amb el nom de D-51. Aquest model va arribar a participar el 1951 als Sis Dies Internacionals d'Enduro, conduïda pel mateix Bultó i Guillem Cavestany. La versió de competició, coneguda com a Montesa Sprint, tenia una caixa de canvis de sis velocitats i xassís semi-monocasc, i durant la dècada de 1950 en participaren moltes en curses de velocitat a la categoria de 125cc. L'any 1956 va ser l'apogeu de les Sprint, acabant en els llocs segon, tercer i quart de la seva categoria en la cursa del Tourist Trophy de l'illa de Man.
La Montesa de més èxit comercial als anys 1950 fou la Brío 80, de la qual se'n van produir més de 12.000 exemplars. Els models Brío 80 i Brío 90 incorporaven molts avenços tecnològics, com ara el carburador darrere el cilindre i un fre de mà. L'èxit de la Brío i dels altres models va fer que Montesa es plantegés d'obrir un nou centre de producció més gran i modern. Malgrat això, una caiguda en l'economia espanyola va obligar Permanyer a retallar les activitats esportives de l'empresa. Permanyer volia retirar-se de les curses de velocitat, però Bultó va insistir que calia continuar. Finalment, el maig de 1958, Bultó va deixar l'empresa enduent-se'n una part essencial del personal tècnic i va fundar Bultaco. Permanyer perdé no només un dissenyador brillant, sinó també la seva participació en el 30% de la companyia. Afortunadament per a tots dos, l'economia espanyola va començar a millorar.

### Creixement i èxit a les dècades del 1960 i 1970
Per fer front a la sortida de Bultó, Permanyer va renovar l'equip directiu de Montesa promovent a Enginyer en cap de Desenvolupament a Pere Pi, pilot de proves de la marca i polifacètic campió motociclista (anys a venir, seria pare del campió del món de biketrial Ot Pi). El nou Director Tècnic fou Leopold Milà i Xavier Permanyer (fill d'en Pere) seria l'Ajudant d'Esports. De seguida van començar a treballar en el disseny d'una nova línia de motors de 175cc que el 1962 van equipar el nou model de carretera, la Impala. Aquest motor seria la base de les futures motos de trial i motocròs de l'empresa. Per tal de promocionar aquest model es va muntar una expedició, anomenada Operació Impala, en què tres prototipus de la futura Impala varen fer 20.000 quilòmetres a l'Àfrica, la major part per fora d'asfalt.
Al mateix temps, a Catalunya, Pere Pi guanya el campionat espanyol de motocròs i es posa a treballar en una nova versió de 250cc. A la vegada, Permanyer decideix traslladar la fàbrica a Esplugues de Llobregat, al Baix Llobregat (on s'estaria fins al 2000), ja que el local que ocupava l'empresa, al carrer Pamplona del Poblenou, se'ls havia quedat petit. La nova fàbrica d'Esplugues, dissenyada pels prestigiosos arquitectes Alfons Milà i Federico Correa, feia més de 10.000 m² (algunes fonts els xifren en 14.000). Al seu voltant s'hi construïren edificis per a gran part dels seus 460 treballadors.

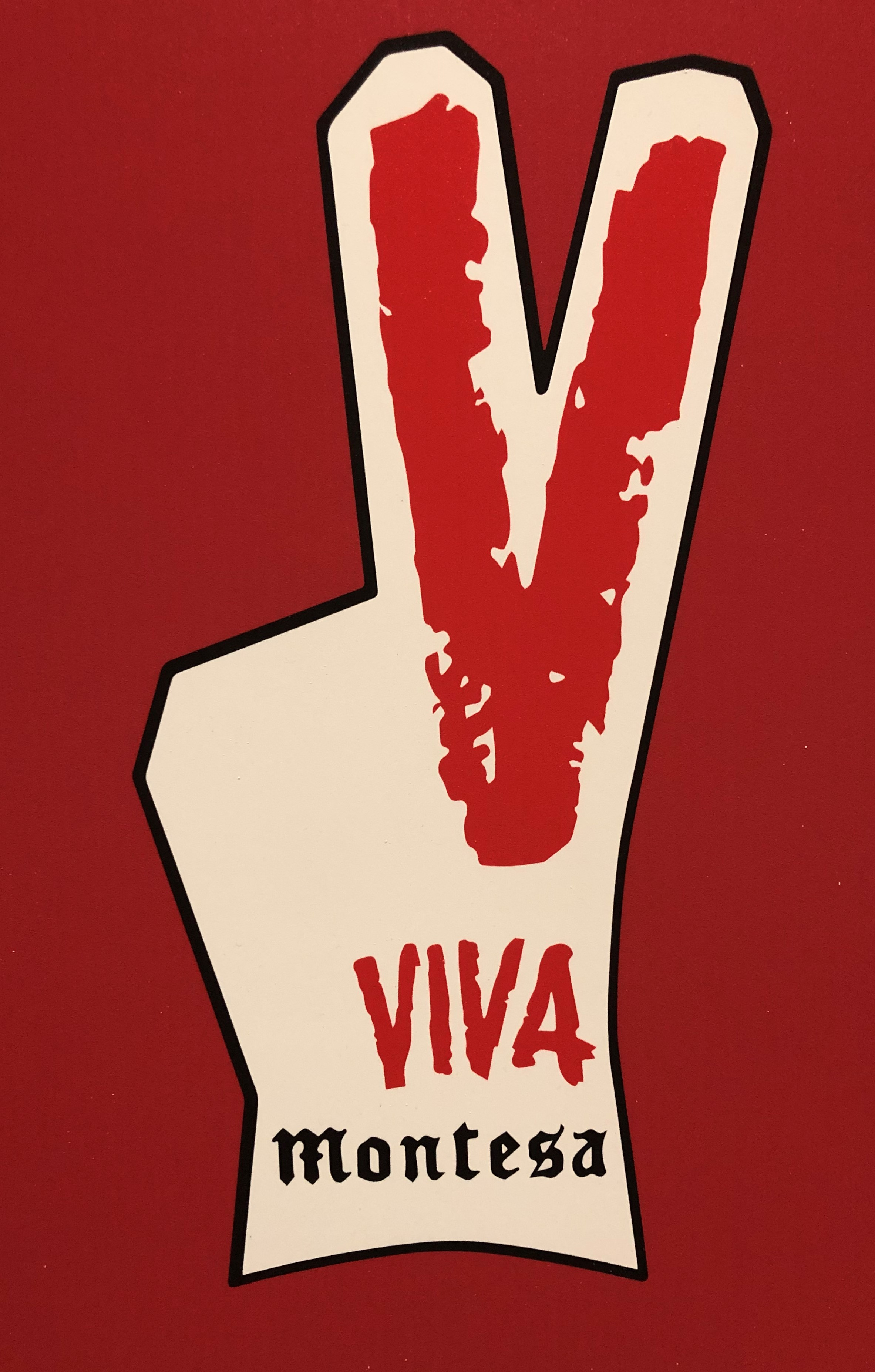
El lema Viva Montesa tingué gran difusió durant els anys 60 i 70

Després de la seva presentació el 1965, el nou motor de 250cc seria la pedra angular del futur èxit de la companyia. Conduint la nova motocicleta equipada amb aquest motor (comercialitzada als EUA amb el nom de LA Cross 66), Pi va guanyar el campionat espanyol de motocròs el 1966, mentre que la Sport de carretera, equipada amb un motor similar, va guanyar les 24 hores de Montjuïc de resistència a Barcelona el mateix any. El 1967 apareixen el primers models de trial de Montesa i el 1968, poc abans del llançament de la Cota, Pi va guanyar el campionat de trial espanyol amb una Trial 250. Després d'afegir aquest títol als sis de motocròs i al de velocitat que ja tenia, Pere Pi es va retirar de la competició per tal de dedicar tota la seva energia al desenvolupament de motocicletes.
A la dècada següent, Montesa tingué un creixement sense precedents al món. Cal recordar que a diferència de Bultaco, Montesa només va exportar un petit percentatge de la seva producció als EUA, concentrant-se principalment en el mercat europeu.

#### Montesa en aviació
En el camp de l'aviació, cal destacar el muntatge de motors, quasi sempre de cross (models Cappra), en ultralleugers o ULM (Ultra Light Machine), sobretot els de major potència. També hom pot mencionar el motor construït per Aviación General S.A. amb cilindres de Montesa: l'Helios/Montesa 2501 de 1979.

#### Llançament del trialsín
Montesa participà activament en el llançament i consolidació del trialsín, un esport que actualment es coneix com a biketrial i que fou ideat i popularitzat per Pere Pi a partir de 1978. L'empresa comercialitzà la que fou la primera bicicleta de trial produïda en sèrie, la Montesita.

### Les vagues de 1978
El 1978 l'empresa es veié afectada per una gran vaga que va durar gairebé tres mesos i la deixà econòmicament molt tocada. La vaga de Montesa fou històrica pel que fa al Baix Llobregat, conjuntament amb les de Corberó i Braun. Els vaguistes vivien a la porta d'entrada de la fàbrica, a tocar de l'avinguda Línia Elèctrica de Cornellà de Llobregat, i no hi deixaven accedir ningú.

### Associació amb Honda

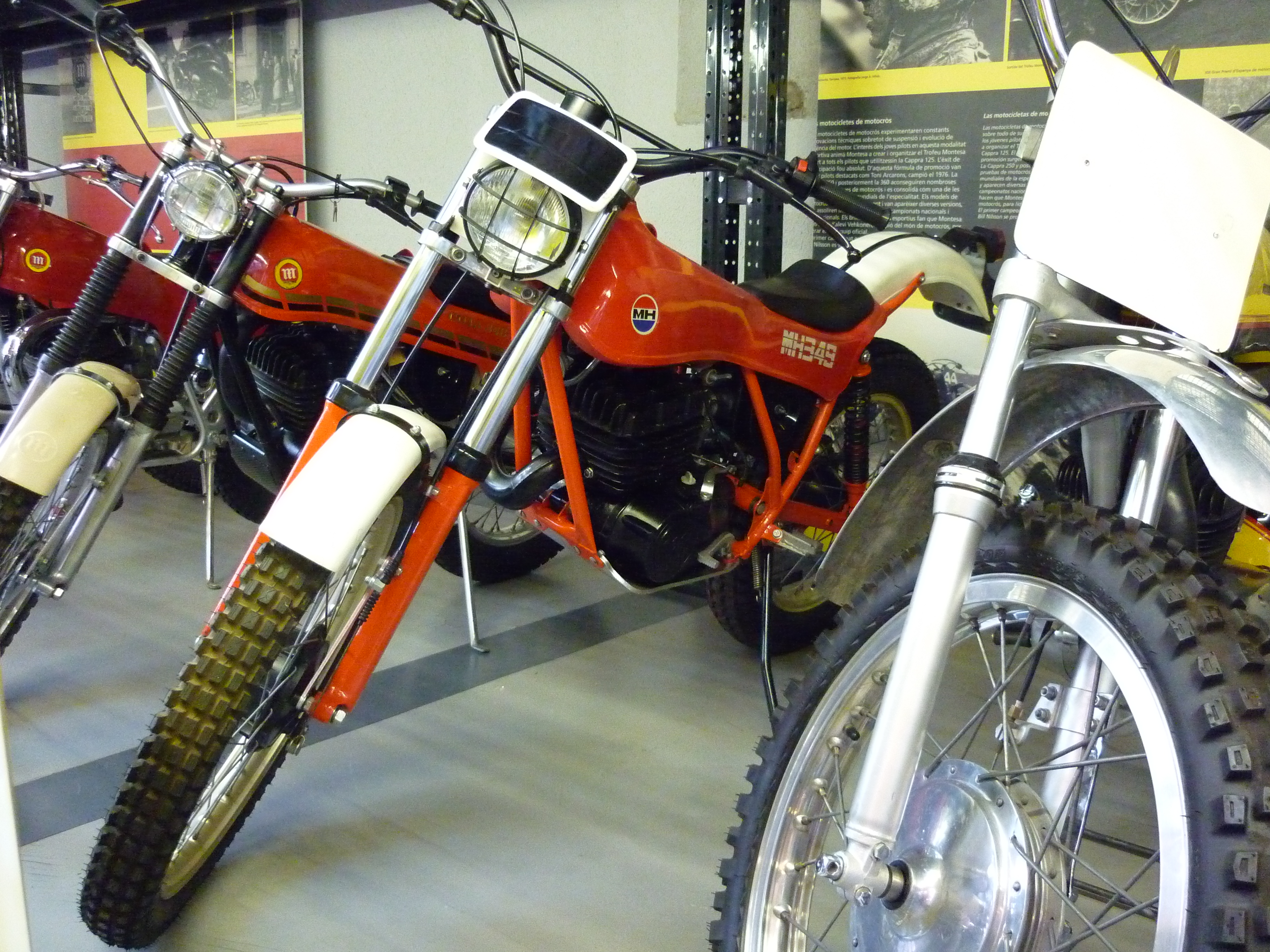
Una MH 349 de 1982 (la segona per la dreta)

El 1981, una nova crisi econòmica va complicar enormement el sector dels fabricants de motocicletes catalans. Les vagues i un mercat en retrocés varen provocar el tancament d'empreses catalanes històriques com ara Bultaco, OSSA i Mototrans (fabricant català de les Ducati). Altres marques com Puch Avello i Sanglas foren absorbides per Suzuki i Yamaha, respectivament. Montesa va resistir però va quedar greument tocada, amb necessitat urgent de capital. El mes de setembre de 1983 l'empresa presentà suspensió de pagaments, però un préstec del govern espanyol i la venda d'accions a Honda (empresa que volia establir una base industrial a Europa que produís motos específiques per al seu important mercat) la va ajudar a tirar endavant. De fet, una de les condicions del govern espanyol era que Honda garantís que la producció no s'aturaria.
L'acord de Permanyer amb Honda que originà la nova societat (Montesa-Honda, SA), materialitzat el 1982, va permetre a Montesa seguir comercialitzant la Cota, ara amb el nom de "MH", i Honda va poder així acumular stock de motos de trial per a vendre-les per sota del seu cost de producció (dumping) en un esforç per a aconseguir una posició dominant en el mercat europeu i per eludir-ne els restrictius aranzels d'importació.
El juliol de 1985 es va dur a terme una important reorganització a la fàbrica d'Esplugues, i Honda va reinvertir-hi molt de capital. En aquells moments es produïen només dos models de trial, i la força de treball s'havia reduït amb prou feines a 152 empleats. Un any més tard, hi va haver més moviments financers entre Honda, el govern d'Espanya i la família Permanyer, a qui Honda va comprar la majoria de les accions que conservava. Des de l'u de juliol de 1986 Honda en té un 85% de participació. També en aquell moment, Honda va invertir uns altres 5 milions de dòlars en la modificació i actualització de la fàbrica. L'any 2000, la fàbrica es va traslladar a les noves instal·lacions de Santa Perpètua de Mogoda.

#### Montesa-Honda
La nova empresa Montesa-Honda inicià la seva activitat amb la producció del model de carretera Honda MBX 75/50. Al març de 1987, poc després de la mort de Pere Permanyer, es presentà l'Honda Scoopy. Malgrat tot, a final de dècada l'empresa seguia fabricant encara força models amb denominació Montesa, com ara la Cota (304/125), l'Enduro (360H7 i 80) i la Impala 2. A poc a poc, però, tots els models Montesa varen anar desapareixent fins a quedar només la Cota, un model que encara es fabrica i que malgrat mantenir la denominació històrica és un producte amb tecnologia totalment japonesa.

## Actualitat
Montesa és una marca en permanent actualitat. A banda dels èxits esportius que segueix obtenint en trial, per bé que ara ja com a Montesa Honda, l'esperit de la Montesa clàssica segueix viu en esdeveniments anuals que apleguen nombrosos seguidors de la marca, com són la Montesada o la Impalada. D'altra banda, el desembre de 2014 s'inaugurà una exposició permanent al Museu de la Ciència i de la Tècnica de Catalunya (mNACTEC) de Terrassa, anomenada "Viva Montesa", on s'exhibeixen desenes d'exemplars de models històrics de Montesa, provinents tots de la Col·lecció Pere Permanyer.
Amb motiu del 75è aniversari de l'aparició de la Montesa A-45, el juny del 2020 s'inaugurà una exposició temporal al Palau Robert de Barcelona anomenada «Montesa, la forja d'un mite. 75 anys fent història en el món del motor (1945-2020)». L'exposició estarà habilitada del 9 de juny al 6 de setembre d'aquest any.

## Les fàbriques de Montesa
Al llarg de la seva història, Montesa ocupà tres plantes de producció diferents, en dues localitats (Barcelona i Esplugues de Llobregat):
1. 1945 - 1950: Barcelona, al carrer Còrsega, núm. 408 (cantonada amb el carrer Sicília)
2. 1950 - 1962: Barcelona, al carrer Pamplona, núm. 89 (cantonada amb el carrer Pallars)
3. 1962 - 2000: Esplugues de Llobregat, al carrer Verge de la Paloma, núm. 21-53 (a tocar de l'avinguda Línia Elèctrica de Cornellà)[23]

### La fàbrica d'Esplugues
El setembre de 1961 s'inicià la construcció de la nova fàbrica d'Esplugues de Llobregat, la qual inicia la seva activitat el 1962 i s'inaugurà oficialment el 19 d'abril de 1963. La fàbrica ocupava una gran extensió. Al bell mig del pati d'accés principal s'hi alçava la famosa escultura de Josep Maria Subirachs (Prototips Montesa 1945-1970, de 1971).
Enderrocada el 2002, la zona on s'assentava la fàbrica es coneix actualment a Esplugues com al "Barri de Montesa".

## Estructura de l'empresa (dels anys 60 als 80)

### Equip directiu
Entre els anys 60 i 80, l'equip directiu de Montesa el formaven els caps dels departaments més importants, tots ells accionistes i persones de la màxima confiança de Pere Permanyer. Se'ls anomenava directius "de plena dedicació" i eren aquests:
| Nom              | Càrrec                                                     |
| ---------------- | ---------------------------------------------------------- |
| Joan Cañellas    | Director General                                           |
| Josep Soplón     | Gerent                                                     |
| Francesc Calaff  | Director Comercial                                         |
| Salvador Cervera | Director Tècnic                                            |
| Antoni Giralt    | Director de Fàbrica                                        |
| Xavier Permanyer | Director de Fàbrica i Director Esportiu                    |
| Modest Solé      | Director d'Exportació                                      |
| Pere Permanyer   | Cap de Vendes                                              |
| Artemio Palacín  | Cap de Personal                                            |
| Pere Pi          | Cap del Departament d'Investigació i Desenvolupament (DID) |
| Jordi Ros        | Cap Tècnic del DID                                         |
| Oriol Guixà      | Cap de R+D (darrers anys)                                  |
| Pere Castellví   | Cap del Banc de Proves                                     |
| Antoni Soplón    | Cap del Taller Auxiliar (TAX)                              |

### Investigació i Desenvolupament (DID)
Cap a 1965, Pere Permanyer creà un departament específic per a les motos de fora d'asfalt, sector que començava a prendre importància enfront del prioritari fins aleshores (la carretera i la velocitat). Al capdavant del nou departament hi situà Pere Pi, i aquest trià com a membres del seu equip inicial a Jordi Ros (projectista tècnic), Joan Céspedes i Otón Tena (mecànics) i Jordi Llaveria (planxista). Al començament s'ubicaren en un espai d'uns 50 m² a la mateixa nau de producció, dins la zona de recanvis especials. En aquell incipient departament, Pi i el seu equip fabricaren la primera moto específicament de motocròs produïda en sèrie per Montesa, la Cappra 250 de 1967.

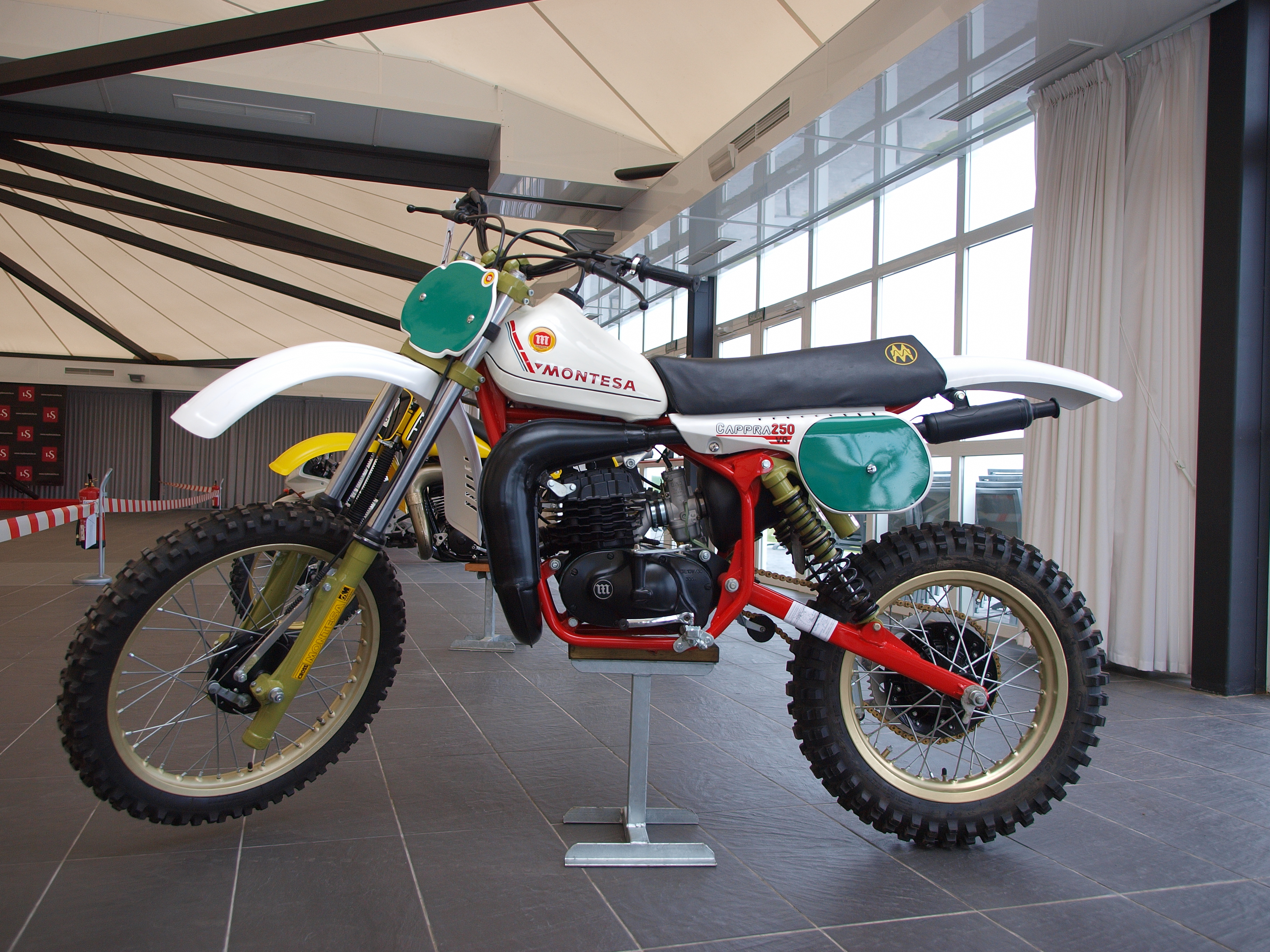
Montesa Cappra 250 VG de 1981, darrera versió d'aquest model dissenyada pel DID

Amb el temps, l'activitat d'aquest departament augmentà i necessità més espai, de manera que se li construí una nova nau específica d'uns 200 m², a l'exterior de la de producció (dins, però, del recinte de Montesa). Amb els anys, la nau es va anar engrandint fins a arribar als 500 m². A partir d'aleshores, el departament liderat per Pi s'anomenà oficialment Departament d'Investigació i Desenvolupament (DID). Comptava ja amb banc de proves, taller auxiliar (TAX), sala de disseny, organització pròpia, etc. El DID col·laborava amb l'oficina tècnica de fàbrica i amb el Departament de Compres. Fou aleshores quan Montesa va prendre la decisió de produir seriosament motocicletes de motocròs en quantitats importants, iniciant el canvi de rumb de la marca cap a aquest sector. Simultàniament, Leopoldo Milà va impulsar un altre departament diferenciat (dins la fàbrica), per a projectar les motocicletes de carretera a partir de l'evolució de la Impala i models derivats (com ara la Texas de 1966). Per a aquesta tasca, Milà comptava amb l'ajut de Piti Millet.
Al DID hi arribaren a treballar, entre tècnics, mecànics i organització, unes 40 persones. Entre els models més reeixits que crearen, cal destacar tota la sèrie de les Cappra (125, 250 i 360), les Cota (des de la 247 fins a la 349, a més de les innovadores 74 i 123), o les Enduro (250, 360 i 75/80). En total, Montesa va fabricar unes 11.000 motos de motocròs i unes 23.000 de trial que es varen vendre al mercat estatal i al d'exportació, amb gran èxit. Com a curiositat, Permanyer havia atorgat a Pere Pi una prima especial de 100 pts (0,60 €) per moto de trial i motocròs venuda, amb la qual cosa, al moment de la suspensió de pagaments (1983), l'empresa li devia més de 2.000.000 de pts (12.000 €, quantitat important aleshores), en concepte de 20.000 motos venudes.

#### Procés de disseny
Al DID es dissenyava i mecanitzava tot: motors i xassís. Disposava d'un departament de banc de proves per provar i millorar els motors i un taller auxiliar (TAX) per a concebre les peces artesanalment. Els dissenys dels dipòsits, plaques protectores, parafangs, etc. els realitzava Pere Pi amb plastilina, directament sobre la moto requerida: es creava un suport de xapa i tot seguit l'hi col·locava plastilina groga o verda per a donar-li la forma que havia previst. Amb les aportacions dels altres membres del DID, se n'acabava de definir la forma i color. El mateix passava amb els noms dels models creats: Pere Pi els ideava i, després de proposar-ne uns quants al seu equip, entre tots l'acabaven de decidir.
Jordi Ros, tècnic de disseny, va elaborar entre d'altres el motor complet de les famoses Cota 74 i 123, un motor revolucionari amb sis velocitats que ideà partint de zero. Per a Montesa significà un augment de vendes important, ja que la Cota 74 es podia conduir a partir dels 16 anys.

## Producció
Montesa va començar fabricant reeixides motos de carretera i curses de velocitat, però va destacar des dels anys 60 en la fabricació i en les competicions de motos de fora d'asfalt, principalment trial, motocròs i enduro.

### La Impala
La Impala fou un dels projectes més reeixits de l'empresa. Dissenyada per Leopoldo Milà partint de zero, el resultat fou un model força diferenciat estèticament dels anteriors de la marca. Des del moment de la seva comercialització, el nou model esdevingué un èxit de vendes i només el primer any ja se'n vengueren més d'11.000 unitats. Era una moto molt versàtil, que s'adaptava perfectament a tota mena de modalitats esportives, com ara la velocitat, la resistència, els ral·lis i el motocròs (la Impala Cross, versió creada per a aquesta modalitat, fou la base del futur model de la marca en aquesta especialitat, la Cappra). Al cap de pocs anys, de la Impala se'n derivà també la Cota.

### La Cappra
Un altre model pel qual la marca ha passat a la història és la Cappra de motocròs. Des del seu llançament fins a l'abandonament de la seva fabricació per part d'Honda, la Cappra va guanyar nombrosos campionats arreu del món, així com curses dels campionats europeu i mundial, malgrat no haver guanyat mai aquests dos campionats.
La Montesa Cappra es va produir en les cilindrades de:
- 125
- 250 (fou la que aconseguí més renom internacional)
- 360 (per als campionats de 500cc)
- 414 (evolució de l'anterior 360 llançada als anys 80)

Una versió que va marcar l'evolució del model fou la de 1973, la Cappra VR ("Vehkonen Rèplica", còpia de la del pilot finès Kalevi Vehkonen) que va incorporar grans millores i va ser un èxit de vendes arreu del món. D'aleshores ençà, les Cappra es van anar anomenant Cappra VA, VB, VE ... fins a la darrera versió, la VG de 1981.
La Cappra va fabricar-se en diferents colors sense diferències per cilindrada, fins a arribar a la VR que va sortir en un característic vermell que substituïa el blau cel platejat d'anys anteriors. Aviat s'incorporaren al dipòsit unes franges grogues i negres laterals, vigents fins que el model VE de 1979 canvià totalment d'imatge adoptant un color groc verdós, canviat a blanc el 1981.

### La Cota
El model més famós de la marca és sens dubte la Cota de trial, del qual l'empresa n'arribà a vendre 80.000 unitats. Ja des del seu llançament va sorprendre per la seva fiabilitat, potència i bellesa. Als anys 60 la Cota 247 va guanyar premis de disseny i va esdevenir una icona de l'època. Al llarg de la seva història, i fins a la fusió amb Honda, la Cota s'ha arribat a produir sota moltes denominacions, corresponents cadascuna a una cilindrada:
| Models històrics de la Cota | Models històrics de la Cota | Models històrics de la Cota | Models històrics de la Cota | Models històrics de la Cota | Observacions                                                           |
| --------------------------- | --------------------------- | --------------------------- | --------------------------- | --------------------------- | ---------------------------------------------------------------------- |
| Cota 25                     |                             | Cota 49                     |                             | Cota 74                     | Per al públic des dels 5 fins als 17 anys                              |
| Cota 123                    |                             | Cota 172                    |                             | Cota 200                    | Per al aimants de les mitjanes cilindrades, però altament competitives |
| Cota 247                    |                             | Cota 348                    |                             | Cota 349                    | Per al trial de màxim nivell                                           |

De gairebé tots els models se'n va fer també la versió “T” (de "trail") com per exemple la Cota 247-T. Un model que va causar sensació fou la Cota 247 VUK (Versió Ulf Karlson, rèplica de la que portava aquest pilot suec) de 1975, que a l'any següent donà pas a la innovadora Cota 348. Des de bon començament, la Cota es va fabricar invariablement de color vermell, fins al 1980 que va passar a ser blanca.
Ja amb l'entrada d'Honda, Montesa va seguir liderant els campionats mundials de trial fins ben entrats els anys 90, tot i que la gamma de models es limitava a un de sol. Ente 1992 i 1993 es va produir el que seria el darrer model 100% Montesa, la Cota 311 amb refrigeració líquida. El 1994 es va presentar un nou model, la Cota 314R, ja amb motor Honda HRC i amb molts altres components d'Honda. Aquesta moto guanyà el campionat del món de trial el 1996 i el 1997 va sortir la Cota 315R, model que ha tingut una ratxa de 7 campionats mundials seguits. El 2005 va ser reemplaçada per la Cota 4RT, equipada amb un revolucionari motor de quatre temps.

### Altres models

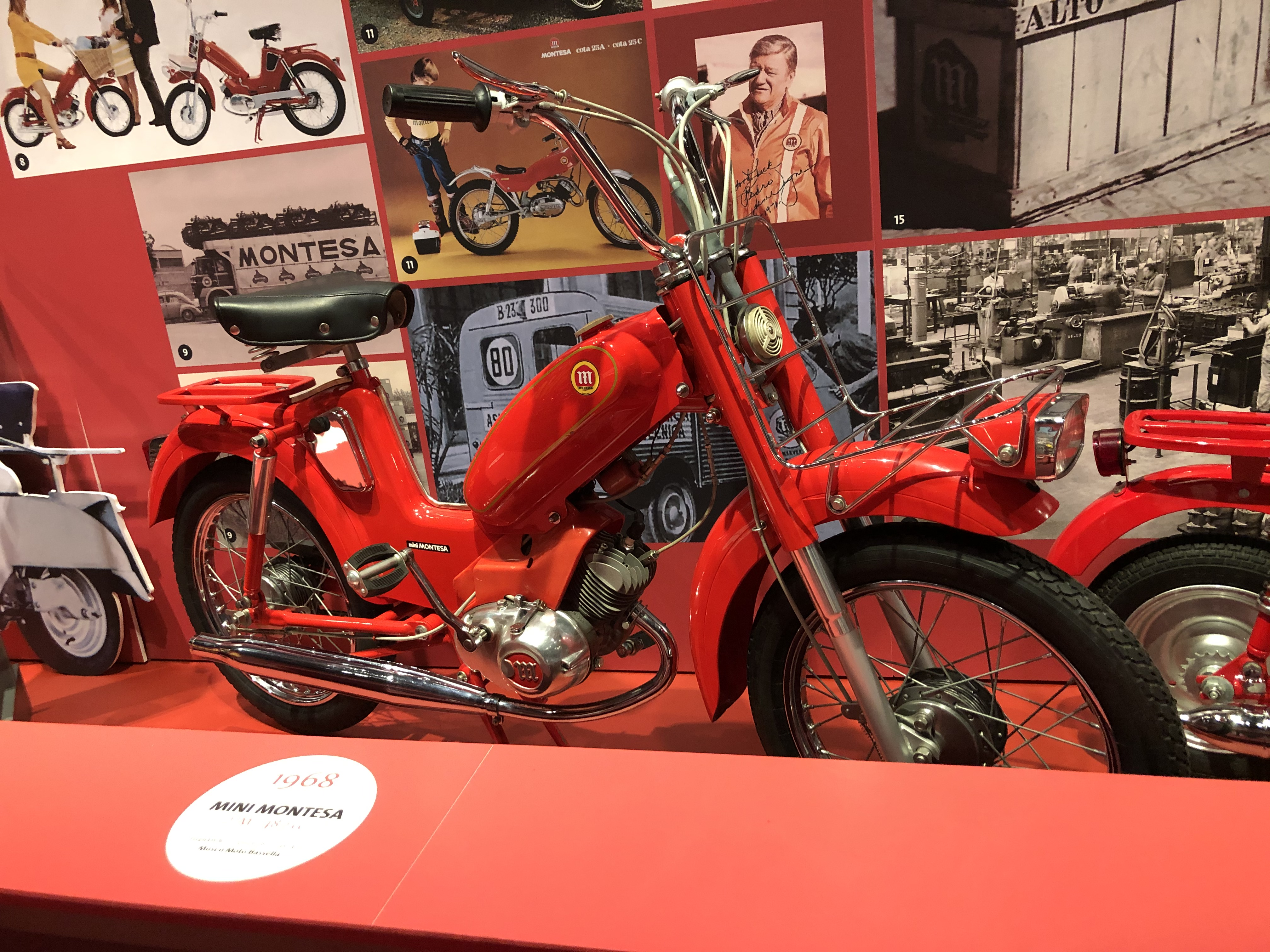
Mini Montesa 49cc de 1968

A banda dels ja esmentats, en l'apartat de carretera cal recordar els models:
- Brío 80 i Brío 90 als 50
- Brío 110 als 60
- Crono a final dels anys 70 i començament dels 80

En l'apartat de l'enduro destacaren:
- Scorpion 50 per al públic infantil
- King Scorpion pensada inicialment per al mercat dels EUA
- Enduro, que era bàsicament la Cappra "civilitzada", per tal de poder-la matricular i participar en curses de l'especialitat.[35]

L'empresa produí també durant les dècades de 1960 i 1970 ciclomotors (com ara el Ciclo Montesa o la Mini Montesa), escúters (Microscooter) i minimotos (Mini-Mini).

## Montesa al sector de l'automòbil

### Microcotxes
Els motors fabricats per Montesa han tingut diverses aplicacions al llarg dels anys. Així, per exemple, cap a 1950 el fabricant barceloní Kapi muntà motors de 125 cc d'aquesta marca als seus primers models de microcotxe. Entre 1952 i 1953, a Montesa es dissenyà un prototipus de microcotxe equipat amb el motor de la Brio 90 de 125 cc, anomenat BCB i projectat entre d'altres per Paco Bultó. Malgrat que el projecte no reeixí, els autors tenien com a objectiu la creació d'una empresa que comercialitzaria aquests microcotxes (Montesa hi aportaria el 25% del capital, subministraria els motors i se n'encarregaria de la venda a través de la seva xarxa de distribuïdors).
Un altre projecte equiparable fou el tricicle amb carrosseria biplaça i mecànica Montesa que va construir Vicenç Badia, pilot de motociclisme barceloní, l'any 1961.
Entre 1982 i 1985, el fabricant de microcotxes francès Microcar va comercialitzar els seus models RJ 125 i DX 125 amb motors Montesa de 125 cc. Aquests motors desenvolupaven 10 cv de potència a 6.500 rpm i permetien als microcotxes d'assolir una velocitat màxima de 75 km/h.

### Automòbils de competició
Els motors Montesa varen equipar també karts, petits cotxes de competició i cotxes de Fórmula IV durant alguns anys. Aquests motors s'incorporaren en xassissos de constructors tan diversos com ara Selex, Hispakart, Tapias, Artés-Guepardo, etc. També diversos automòbils de competició europeus varen optar per mecànica Montesa: el 1970, Tony Brise guanyà el campionat d'Anglaterra de Fórmula IV amb un bòlid equipat amb motor d'aquesta marca de 250 cc (Brise era fill de l'agent de Montesa al Regne Unit, l'amo de Montala Motors).

### Vehicles elèctrics
Montesa estudià fins i tot un projecte per a fabricar o distribuir sota llicència un vehicle elèctric francès, el Voiture Electronique dels germans Jarret, que fou presentat a la Fira de Barcelona durant la dècada de 1970. La idea fou, però, desestimada.

## Competició
Per bé que Montesa es va iniciar en competició en les especialitats de carretera com ara velocitat i resistència, és en les de fora d'asfalt com ara trial, motocròs i enduro on va assolir més fama internacional.

### Velocitat
Abans de la seva dedicació prioritària al fora d'asfalt, Montesa tingué una llarga activitat en l'apartat de la velocitat. Amb les seves motocicletes hi competiren els millors especialistes de les dècades de 1940, 1950 i 1960, com ara Paco González, Josep Maria Llobet "Turuta", Juan Elizalde, Salvador Cañellas, Josep Maria Busquets, César Gracia o Walter Villa.
Cap al final de la dècada de 1970, Montesa llançà una fórmula de promoció del seu model de carretera per a joves (la Crono), anomenada Trofeu Montesa Crono. La competició constava de diverses curses i calia participar-hi amb una d'aquestes motocicletes, amb modificacions al motor si es volia. Aquest Trofeu es convocà només el 1979 i serví per a donar a conèixer joves valors que pocs anys després triomfaren al mundial de velocitat, entre els quals Carles Cardús.

### Trial

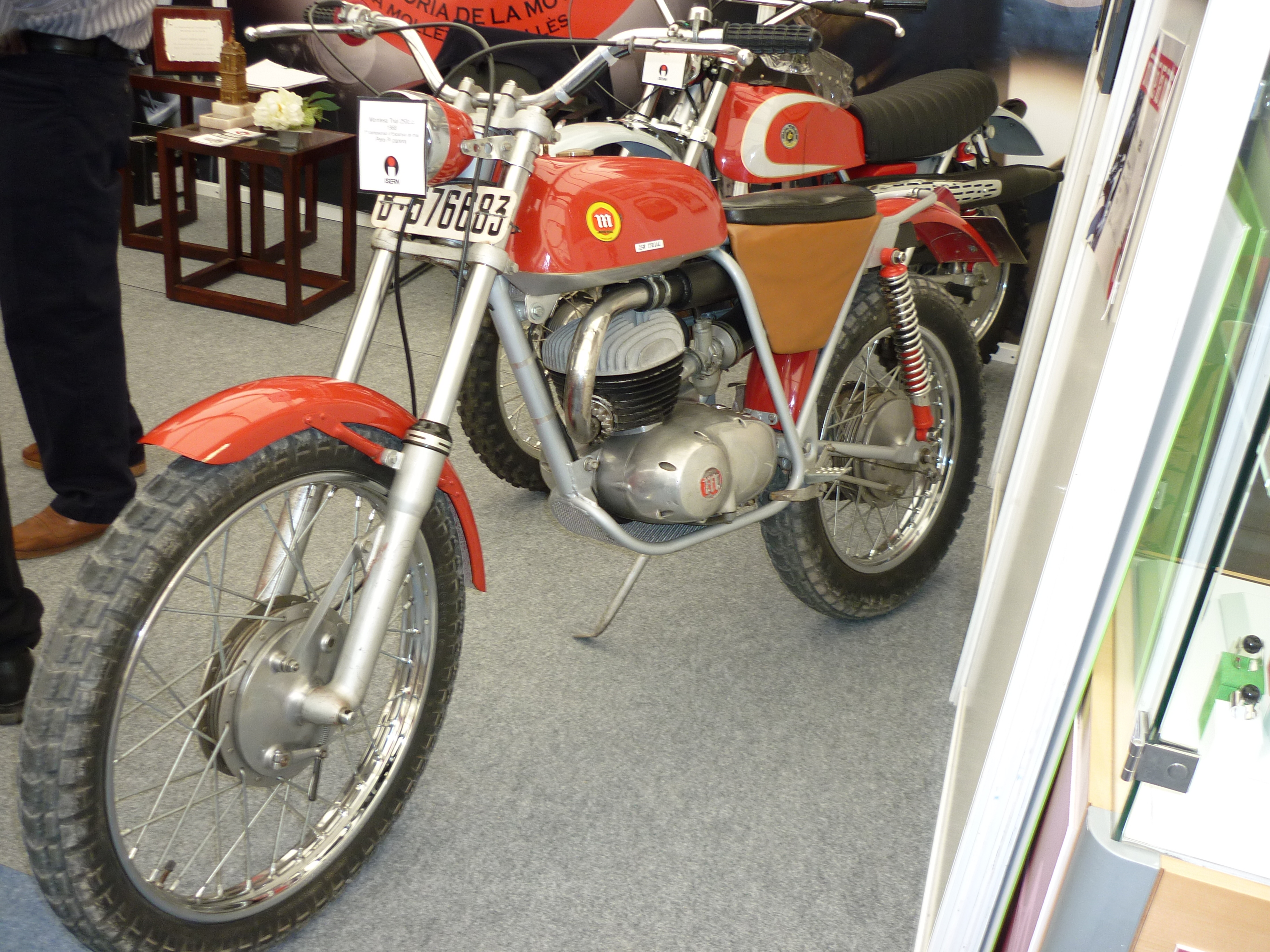
La 250 Trial, pilotada per Pere Pi el 1968

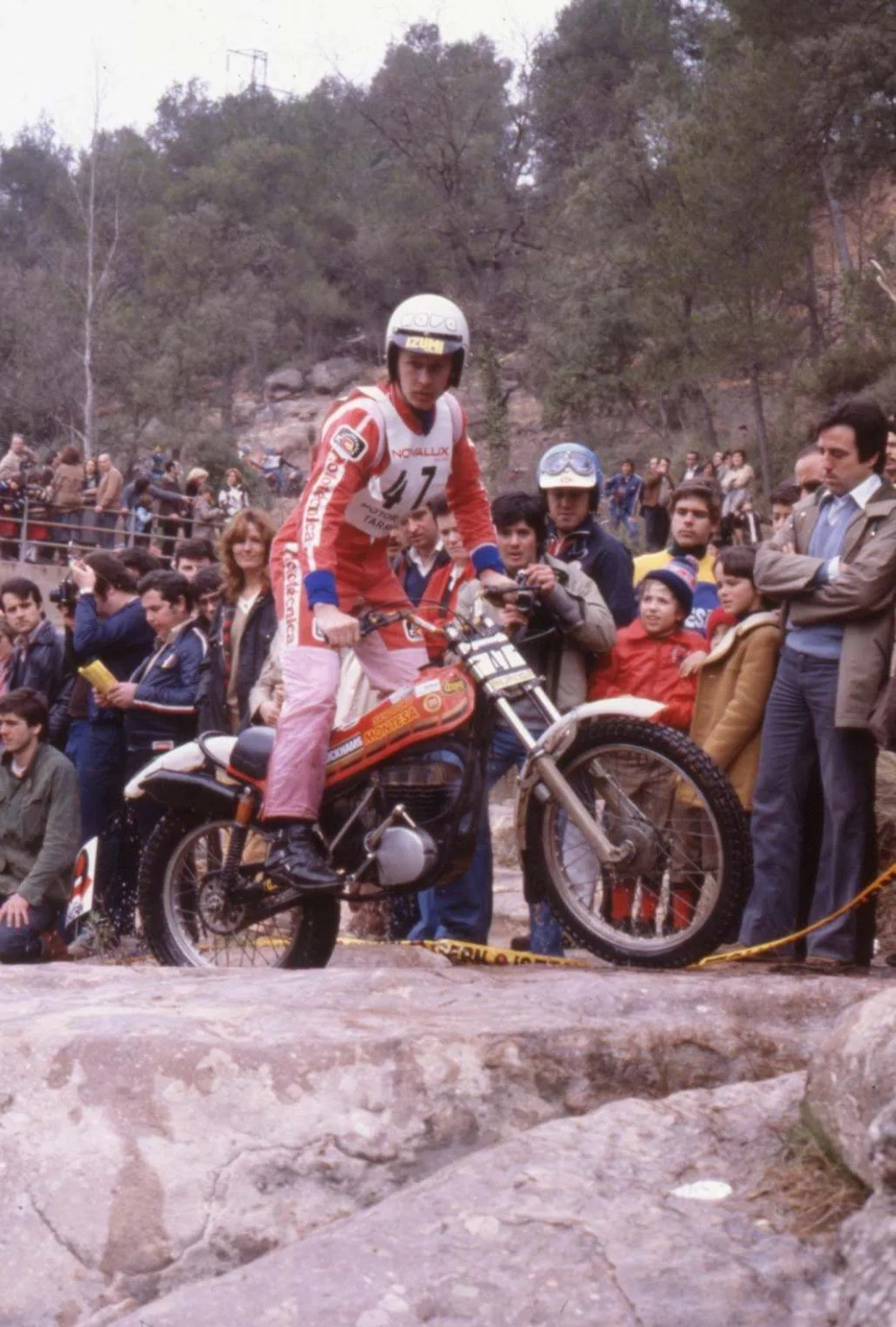
Malcolm Rathmell amb la Cota 348 el

En el camp del trial Montesa ha estat dominant l'especialitat des de 1969 (aparició de la Cota) fins a l'actualitat, guanyant nombrosos títols arreu del món, incloent-hi campionats europeus i mundials, així com victòries als Sis dies d'Escòcia. Al començament i fins als 80 va compartir protagonisme amb les també catalanes Bultaco (que havia estat pionera amb la Sherpa T) i OSSA (amb la MAR).
Destacaren com a pilots de la històrica Montesa Cota:
| Pilots de trial destacats amb Montesa | Pilots de trial destacats amb Montesa | Pilots de trial destacats amb Montesa | Pilots de trial destacats amb Montesa | Pilots de trial destacats amb Montesa | Pilots de trial destacats amb Montesa | Pilots de trial destacats amb Montesa |
| ------------------------------------- | ------------------------------------- | ------------------------------------- | ------------------------------------- | ------------------------------------- | ------------------------------------- | ------------------------------------- |
| Don Smith                             |                                       | Gordon Farley                         |                                       | Geoff Chandler                        |                                       | Rob Shepherd                          |
| Rob Edwards                           |                                       | Malcolm Rathmell                      |                                       | Nigel Birkett                         |                                       | Ulf Karlson                           |
| Benny Sellman                         |                                       | Jean Marie Lejeune                    |                                       | Felix Krahnstover                     |                                       | Marland Whaley                        |
| Yrjo Vesterinen                       |                                       | Charles Coutard                       |                                       | Diego Bosis                           |                                       | Eddy Lejeune                          |
| Pere Pi                               |                                       | Jaume Subirà                          |                                       | Miquel Cirera                         |                                       | Toni Gorgot                           |
| Manuel Soler                          |                                       | Andreu Codina                         |                                       | Pere Ollé                             |                                       | Lluís Gallach                         |

#### Palmarès
Segons fonts oficials, fins a data de febrer del 2015 Montesa havia obtingut un total de 54 títols mundials de trial: 15 de trial outdoor, 14 d'indoor, 8 de femení i 17 de constructors. Aquest n'és el desglòs:

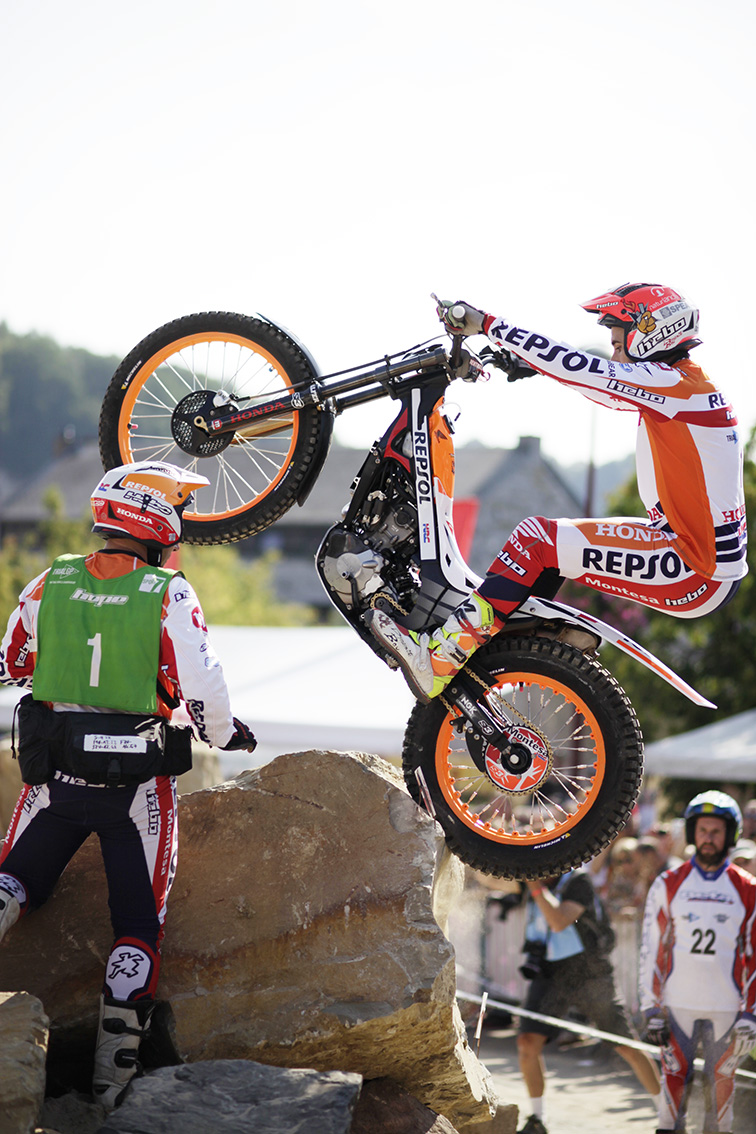
Toni Bou amb la Montesa al mundial de trial de 2018

A 12 de setembre de 2017
| Any   | Campió         |
| ----- | -------------- |
| 1969  | Don Smith      |
|       |                |
| 1980  | Ulf Karlson    |
| 1996  | Marc Colomer   |
| 2000  | Dougie Lampkin |
| 2001  | Dougie Lampkin |
| 2002  | Dougie Lampkin |
| 2003  | Dougie Lampkin |
| 2007  | Toni Bou       |
| 2008  | Toni Bou       |
| 2009  | Toni Bou       |
| 2010  | Toni Bou       |
| 2011  | Toni Bou       |
| 2012  | Toni Bou       |
| 2013  | Toni Bou       |
| 2014  | Toni Bou       |
| 2015  | Toni Bou       |
| 2016  | Toni Bou       |
| 2017  | Toni Bou       |
| Total | 18             |

| Any   | Campió         |
| ----- | -------------- |
| 1995  | Marc Colomer   |
| 1996  | Marc Colomer   |
|       |                |
| 2000  | Dougie Lampkin |
| 2001  | Dougie Lampkin |
| 2007  | Toni Bou       |
| 2008  | Toni Bou       |
| 2009  | Toni Bou       |
| 2010  | Toni Bou       |
| 2011  | Toni Bou       |
| 2012  | Toni Bou       |
| 2013  | Toni Bou       |
| 2014  | Toni Bou       |
| 2015  | Toni Bou       |
| 2016  | Toni Bou       |
| 2017  | Toni Bou       |
| Total | 15             |

| Any   | Campiona  |
| ----- | --------- |
| 2004  | Laia Sanz |
| 2005  | Laia Sanz |
| 2006  | Laia Sanz |
| 2008  | Laia Sanz |
| 2009  | Laia Sanz |
| 2010  | Laia Sanz |
| 2011  | Laia Sanz |
| 2013  | Laia Sanz |
| Total | 8         |

Notes
1. ↑  Fins al 1974 inclòs el Campionat era d'Europa, i a partir de 1975 va passar a anomenar-se Campionat del Món.
2. ↑  Alguna altra font compta el mundial de Fujinami (2004) com a guanyat per Montesa,[44] però de fet aquell any l'equip va competir oficialment per a la marca Honda
3. ↑  Fins al 1996 inclòs, el campionat del món de trial indoor tenia categoria de Prix FIM. D'altra banda, a partir del 2000 els títols es van guanyar ja amb la marca Montesa-HRC d'Honda.
4. ↑  El 1995, Marc Colomer va disputar les quatre primeres proves del campionat amb Beta i la resta, amb Montesa.[45]
5. ↑  Segons unes altres fonts, els pilots de Montesa havien guanyat un total de 14 mundials de trial indoor a data de 2015,[44] cosa que no s'adiu amb l'historial d'aquest campionat.

### Motocròs

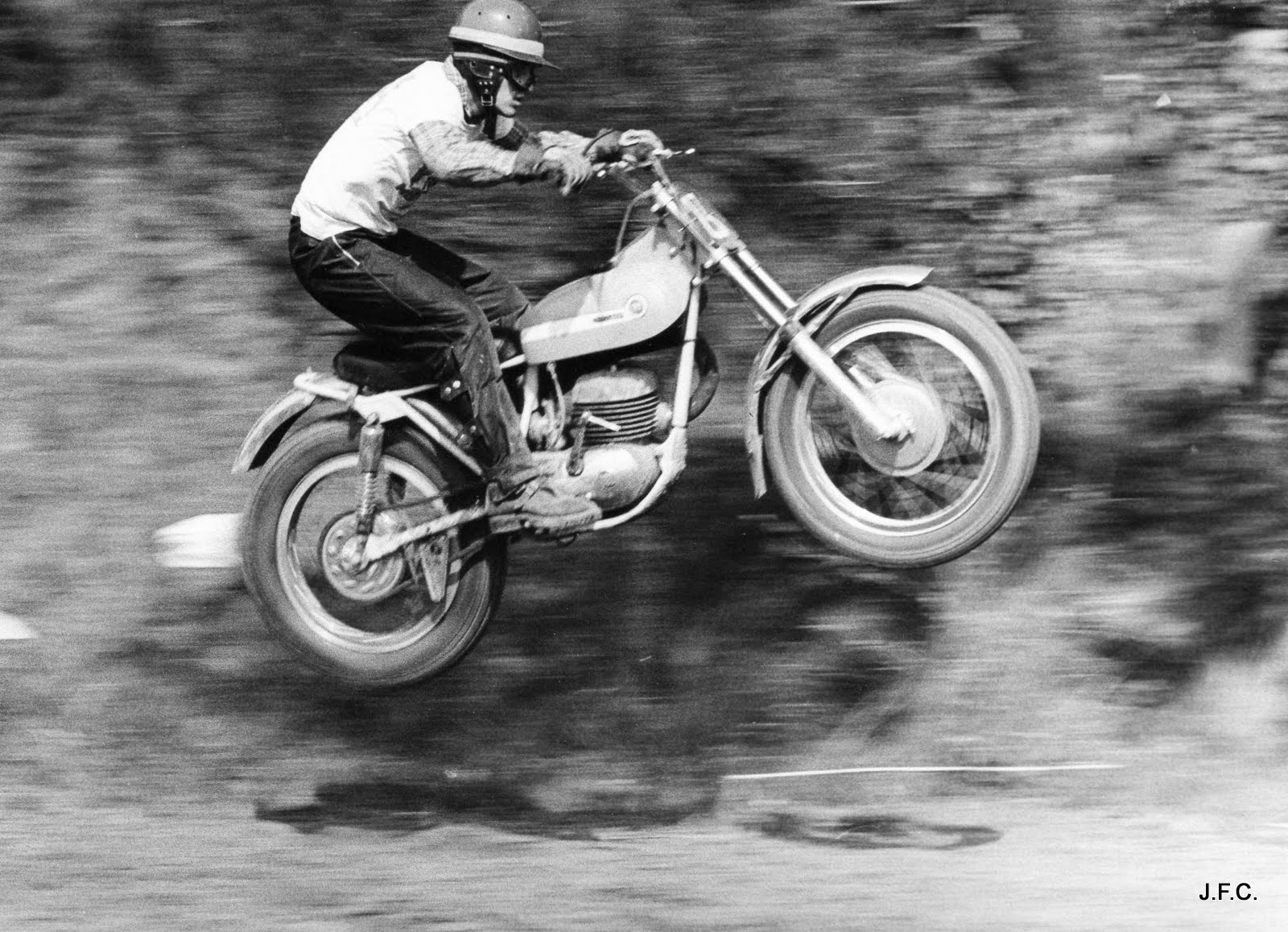
Joan Font amb la Cappra 360 el 1969

També en motocròs, amb la Cappra Montesa va guanyar moltes competicions i títols arreu del món, malgrat no assolir mai el campionat mundial de l'especialitat.
A banda, així com va fer també en velocitat, el 1976 Montesa llançà un trofeu promocional del seu model de motocròs inferior, la Cappra 125, destinat a descobrir joves promeses de la disciplina. La competició, anomenada Trofeu Montesa, constava de diverses curses puntuables i es repetí anualment fins a 1981. Al llarg d'aquells anys, pel Trofeu hi passaren joves valors que poc després triomfaren en competicions estatals, com ara Jordi Monjonell, Toni Arcarons, Ramon Ramon, Juan José Barragán, Jordi Arcarons o Agustí Vall.
Destacats pilots de la Cappra foren:

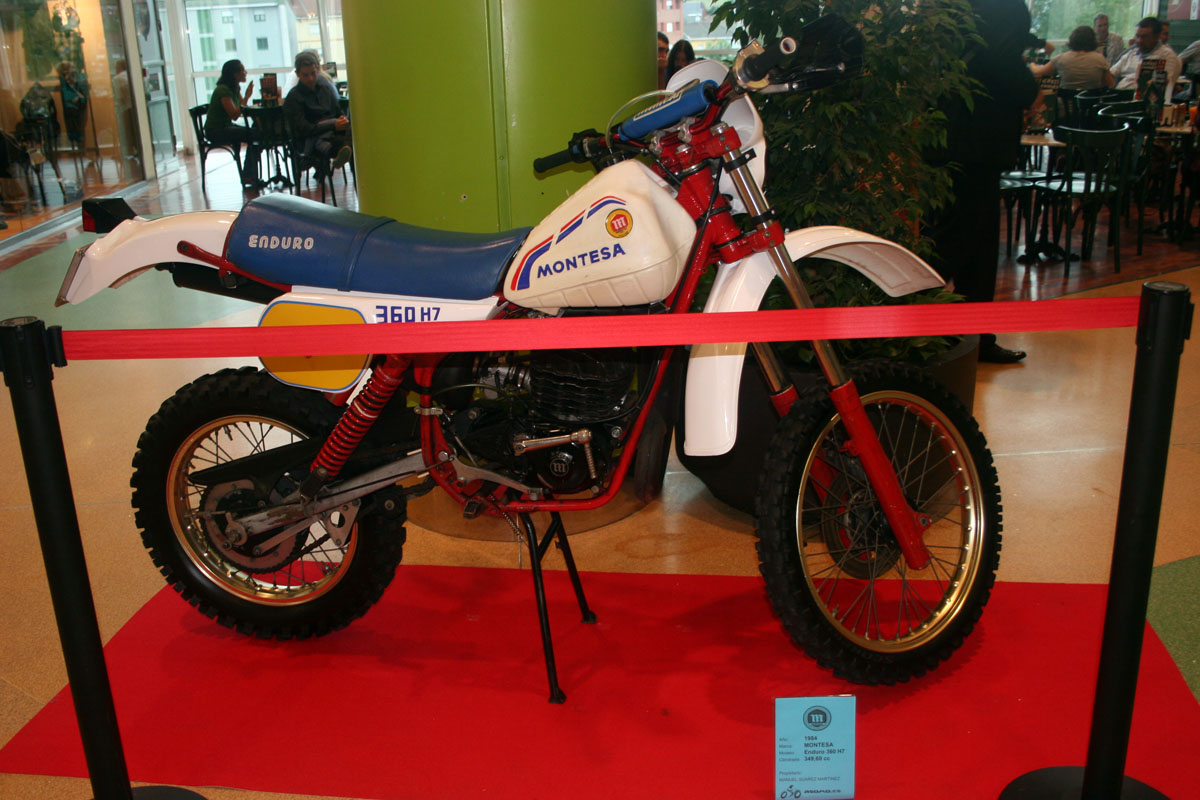
Enduro H7 360 de 1984

| Pilots de motocròs destacats amb Montesa | Pilots de motocròs destacats amb Montesa | Pilots de motocròs destacats amb Montesa | Pilots de motocròs destacats amb Montesa | Pilots de motocròs destacats amb Montesa | Pilots de motocròs destacats amb Montesa | Pilots de motocròs destacats amb Montesa | Pilots de motocròs destacats amb Montesa | Pilots de motocròs destacats amb Montesa |
| ---------------------------------------- | ---------------------------------------- | ---------------------------------------- | ---------------------------------------- | ---------------------------------------- | ---------------------------------------- | ---------------------------------------- | ---------------------------------------- | ---------------------------------------- |
| Jacky Porte                              |                                          | Fritz Betzelbacher                       |                                          | Guy Huynen                               |                                          | Kalevi Vehkonen                          |                                          | Claude Jobé                              |
| Georges Jobé                             |                                          | Håkan Andersson                          |                                          | Raymond Boven                            |                                          | Jean-Paul Mingels                        |                                          | Torao Suzuki                             |
| Pere Pi                                  |                                          | Manuel Olivencia                         |                                          | Domingo Gris                             |                                          | Domingo Illa                             |                                          | Fernando Randy Muñoz                     |
| Albert Ribó                              |                                          | Toni Arcarons                            |                                          | Carles Mas                               |                                          | Jordi Arcarons                           |                                          | Juan José Barragán                       |

### Enduro
Pel que fa a l'enduro, Montesa va excel·lir en les cilindrades dels 125, 250 i 350 cc, destacant als 70 amb l'Enduro 360, Joan Bellsolà, Josep Maria Sucarrats, Josep Maria (Bubú) Casanovas, Carles Mas, Ferran Gil, etc. El model Enduro es fabricà entre 1974 i 1984, en diverses versions, i derivava de la Cappra de motocròs, de la qual n'heretà el xassís, la forquilla telescòpica i la disposició dels amortidors al darrere a 45 graus.